# Nico (Sängerin)

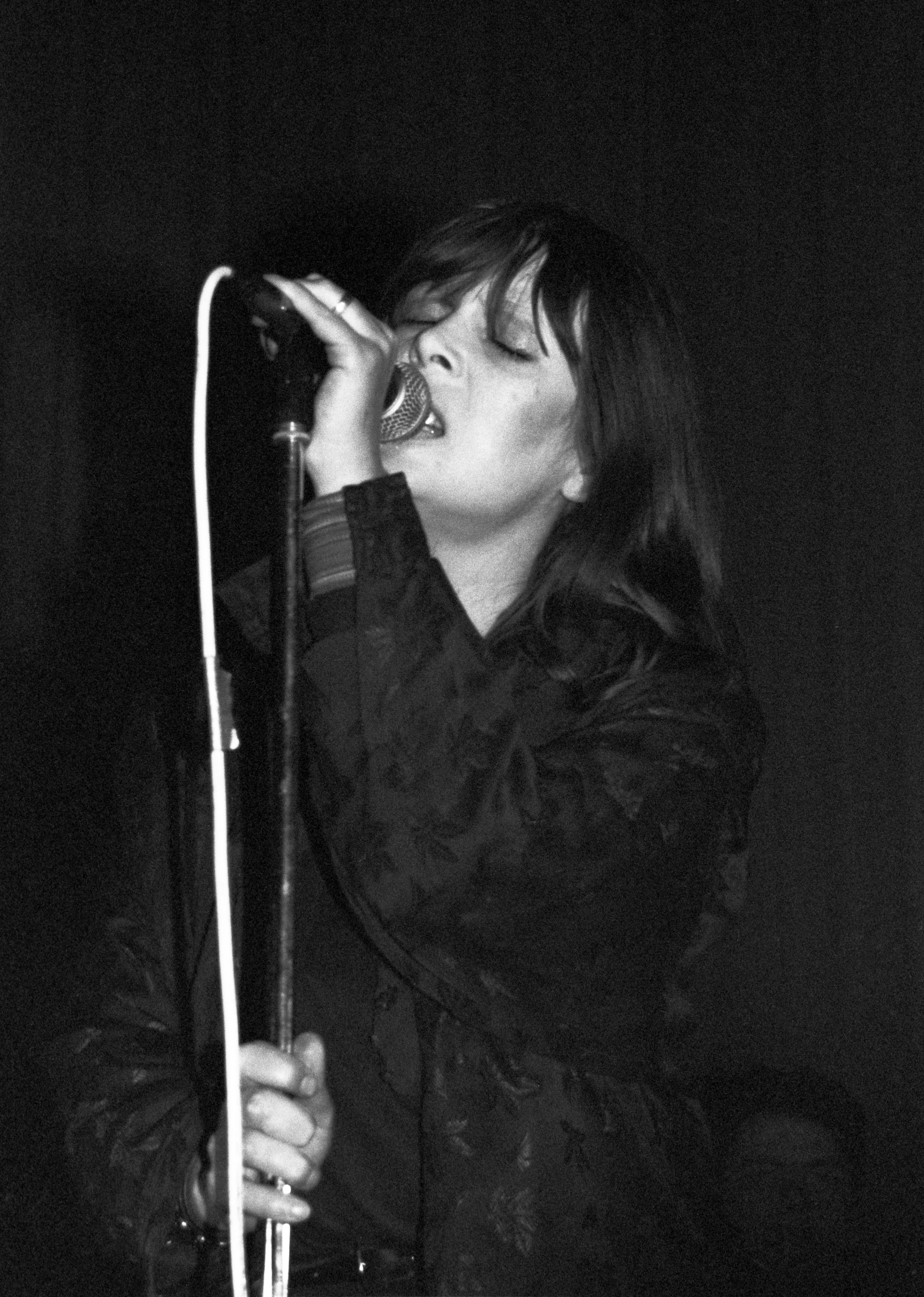
Nico, 1985

Nico (* 16. Oktober 1938 als Christa Päffgen in Köln; † 18. Juli 1988 auf Ibiza) war eine deutsche Sängerin, Komponistin, Liedtexterin, Schauspielerin und Model. Sie gehörte in den 1950er-Jahren als erste Deutsche zu den international erfolgreichsten Models der Modeszene. Als Musikerin war sie wegweisend in Musikrichtungen wie Punk, Wave und Gothic sowie für die Rolle von Frauen in Pop- und Rockmusik.

## Leben und Karriere
Über Christa Päffgens Leben existieren unterschiedliche Angaben, da sie ihre Biografie oft mit interessanten Herkunftsgeschichten aufhübschte, um ihre deutsche Herkunft zu kaschieren, und sich in Interviews auch manchmal jünger machte, als sie war. So erzählte sie oft, sie habe keine deutschen Wurzeln, sondern sei das Kind spanisch-jugoslawischer Eltern und in Budapest geboren, was aber durch Verwandte in Berlin widerlegt wurde.

### Familie, Kindheit und Jugend
Päffgens Vater Wilhelm, laut ihrer Aussage ein Archäologe, stammte angeblich aus der Kölner Brauereidynastie Päffgen. Das ist jedoch laut Aussage von Gisela Päffgen, die Stammbücher durchgegangen war, nicht korrekt, denn sie habe dort keine Verbindung zu Christas Vater Wilhelm entdecken können. Nicht belegte Aussagen englischer Biografen behaupteten zuvor jedoch: Die vermögende katholische Familie soll mit seiner Ehe mit der aus einfachen Verhältnissen stammenden protestantischen Margarete Schulze nicht einverstanden gewesen sein, obwohl Christa extra dieser Familie zuliebe katholisch getauft worden war. 
Es handelt sich in Wirklichkeit jedoch nur eine Namensgleichheit. Der Vater, namens Wilhelm Päffgen, wurde kurz nach ihrer Geburt zur Wehrmacht eingezogen. Die Mutter lebte mit ihrer Tochter in der  Luxemburger Straße 26 und gab aus wirtschaftlicher Not für einige Monate das Kind in das Sülzer Kinderheim. Der Vater fiel 1942. Daraufhin verließ die Witwe mit ihrer Tochter die Domstadt und zog nach Berlin-Schöneberg zu ihrer Schwester Helma Wolff, deren Sohn Ulrich etwa gleich alt wie Christa war und später Architekt wurde. Als die alliierten Bombenangriffe zunahmen, zogen alle vier weiter nach Lübbenau/Spreewald, wo Helma Wolffs Vater Bahnhofsvorsteher war; dort fanden sie Unterkunft in einem Haus in der Nähe des Bahnhofs. Zur Familie ihrer Schwiegereltern habe Margarete Päffgen wenig Kontakt gehabt; ihren Cousin C. O. Paeffgen habe Christa erst als Erwachsene kennengelernt.
Mit 13 Jahren soll sie laut verschiedenartig kolportierten Aussagen, u. a. auch von ihr selbst, von einem GI der US Air Force vergewaltigt worden sein, der wegen der Tat zum Tode verurteilt worden sein soll. In dem Lied Secret Side auf dem Album The End … verarbeitete sie laut diversen Quellen die Tat.

### Mode
Nach dem Krieg arbeitete die Mutter als Schneiderin und Verkäuferin für Damenmode im West-Berliner KaDeWe. Christa besuchte das Gymnasium und bekam Ballettstunden, die ihre Mutter mit harter Arbeit finanzierte. Da die Mutter für viele wohlhabende Privatleute schneiderte, setzte sie ihre Tochter als Vorführdame ein; so kam Christa schon früh in Berührung mit Mode und wusste um ihre Wirkung. Personen aus Oper und Theater und anderen Kreisen der gehobenen Gesellschaft luden Mutter und Tochter zu Vorführungen ein, zu denen sie sonst aufgrund ihrer Herkunft aus einfachen Verhältnissen nicht so leicht Zugang bekommen hätten.
Als die Tochter mit 14 nicht mehr zur Schule gehen wollte, vermittelte ihr die Mutter zunächst eine Stelle als Verkäuferin im KaDeWe. Christa wollte aber lieber weiter Kleider vorführen und wurde schon bald wegen ihrer Größe von 1,75 m und ihres attraktiven Aussehens als hauseigene Vorführdame eingesetzt. Bei einer der KaDeWe-Modenschauen wurde sie mit 15 Jahren von dem jungen ehrgeizigen Fotografen Herbert Tobias entdeckt, der ihr Aufträge für Modestrecken in den ersten deutschen Nachkriegsmodemagazinen und Werbeprospekten vermittelte. Der Modedesigner Heinz Oestergaard verschaffte ihr internationale Aufträge bei namhaften Modemagazinen.
1956 (nach anderen Quellen 1959) zog sie nach Paris und kam in der Agentur von Dorian Leigh unter. Dort stellte sie sich dem Dior-Starfotografen Willy Maywald vor, der nicht nur Modefotos von ihr machte, sondern ihr auch als wichtiger Freund zur Seite stand. Oestergaard empfahl ihr einen Namenswechsel, da Christa zu deutsch klänge, und gab ihr nach dem Filmemacher Nikos Papatakis  den Namen Nico. Ob Papatakis zu der Zeit sein – wegen der Strafbarkeit von Homosexualität heimlicher – Lebenspartner war, ist unklar. Fest steht, dass ihn Oestergaard sehr verehrte und Nico später Papatakis’ Freundin wurde. Zu dieser Zeit experimentierte sie mit verschiedenen Künstlernamen; so nannte sie sich Christa Nico, Nico Otzak, am Ende blieb sie bei Nico.
Ende der 1950er-Jahre gehörte sie als erste Deutsche zu den international erfolgreichsten Models der Modeszene und wurde von der New Yorker Agentur Eileen Ford unter Vertrag genommen. Sie verdiente zu dieser Zeit so viel Geld, dass sie es sich leisten konnte, 1962 ein Haus auf Ibiza zu kaufen und ihre Mutter dorthin zu bringen, die zu der Zeit wegen einer beginnenden Parkinson-Krankheit gesundheitlich schwer angeschlagen war.

### Film
Zunächst nur als attraktive Statistin ohne Text gebucht, bekam sie zunehmend mehr Angebote für den Film. Sie spielte in Werbespots mit und erhielt 1960 einen ersten längeren Auftritt in Federico Fellinis Film La Dolce Vita, in dem sie sich selbst spielte. 1961 besuchte sie in New York City die Schauspielschule von Lee Strasberg. Eine ihrer Mitstudentinnen war nach Nicos Aussage die 1961 in New York lebende Marilyn Monroe.
1963 hatte sie ihre erste Hauptrolle im französischen Film Das Mädchen Ariane, bei dem zwar ihr starker deutscher Akzent bemängelt, ihre Darstellung aber von den Kritikern insgesamt wohlwollend besprochen wurde, was sie darin bestärkte, den Weg weiterzugehen und ihr schauspielerisches Können mit professionellem Schauspielunterricht zu vertiefen. Der Jazzmusiker Victor Brox führte sie in die Welt der Musik ein.

### Jahre in New York

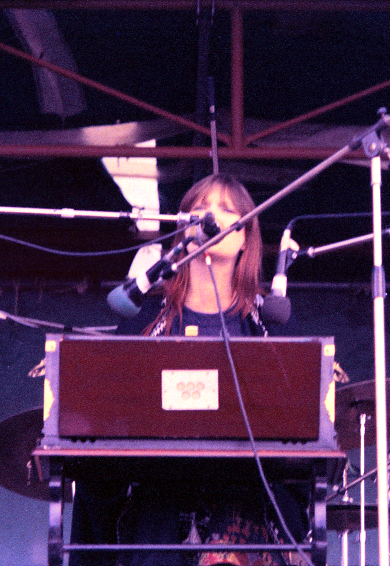
Nico, 1974

In New York lernte sie Andy Warhol kennen. Dieser suchte nach einem Zerwürfnis mit Edie Sedgwick eine neue Muse und begann sie und ihre Ambitionen zu fördern. Sie wurde Teil der Factory, einer der Warhol Superstars und spielte in diversen Filmen Warhols mit wie in Chelsea Girls. 1966 war sie so bekannt, dass sie zum „Popgirl '66“ gewählt wurde. Warhol suchte nach einer passenden Band für Nico und fand The Velvet Underground, brachte sie zusammen und produzierte deren Debütalbum The Velvet Underground & Nico, das nicht zuletzt von Nicos Gesang, ihrer charakteristischen tiefen Stimme und ihrem deutschen Akzent geprägt ist.
Ihre Anwesenheit war für die Plattenfirma ausschlaggebend, der Band überhaupt einen Plattenvertrag zu geben, was dem Sänger und Hauptsongschreiber Lou Reed zu schaffen machte. Zwischen Nico und Reed gab es eine kurze Liebesbeziehung; allerdings wollte sich Reed mit seiner Gruppe nicht auf die Rolle der Begleitband reduzieren lassen, so dass Nico nur drei Songs (Femme Fatale, All Tomorrow’s Parties und I’ll Be Your Mirror) auf der Platte singen durfte und ansonsten das Tamburin zu schlagen und bei Auftritten gut auszusehen hatte. In Nicos Augen bedeutete dies eine Zurücksetzung und sie beharrte nachhaltig auf der Fortsetzung ihrer Gesangskarriere. So zerbrach die Beziehung bald. Reed wurde die treibende Kraft der Band und drängte das inoffizielle Mitglied Nico aus dem Bandkontext. Nicos neuer Förderer wurde Reeds Bandkollege John Cale.

### Solokarriere
Nico hatte schon vor Velvet Underground eine Karriere als Solosängerin angestrebt und erste Erfolge in Europa gehabt. Sie pendelte zwischen Paris und London hin und her und lernte verschiedene Musiker wie Bob Dylan, Brian Jones von den Rolling Stones und Jimmy Page von den Yardbirds bzw. später Led Zeppelin kennen. 1965 nahm sie ihre erste Single I’m Not Sayin’ auf, deren schwarzweißes Musikvideo Nico singend auf den Straßen von London und am Ufer der Themse zeigt. Es gehört zu den ersten Musikvideos überhaupt. Der Song erschien auf Immediate, dem Label des Rolling-Stones-Managers Andrew Loog Oldham, bei dem neben Brian Jones, mit dem sie damals liiert war, Jimmy Page als Produzent arbeitete.

### Chelsea Girl
1967 nahm sie in New York ihr erstes Solo-Album Chelsea Girl auf, auf dem sie Songs von Bob Dylan, Tim Hardin, Lou Reed, Jackson Browne und John Cale sang. Nico war unzufrieden mit der Platte, die sie zu kitschig fand und deren musikalische Untermalung mit Flöten und Harfen sie nicht mochte. Zudem konnte sie auf der Platte mit It Was a Pleasure Then nur einen einzigen eigenen Titel unterbringen, alle anderen Lieder wurden von fremden Autoren geschrieben. Auch bei der Produktion hatte sie kein Mitspracherecht.
Zu der Zeit lernte Nico Leonard Cohen kennen, den sie in die New Yorker Künstlerszene um Andy Warhol und Lou Reed einführte. Cohen verliebte sich unglücklich in Nico und ließ sich von ihr zu den Songs The Jewel in Your Shoulder, Take This Longing (The Bells), Memories, Joan of Arc und One of Us Cannot Be Wrong inspirieren.

### The Marble Index
Cale, der 1968 ebenfalls bei The Velvet Underground ausschied, produzierte weiterhin für sie. So entstand in Los Angeles das im darauffolgenden Jahr veröffentlichte Album The Marble Index, in dem sie sich vom süßlichen Pop ihres Debüts löste. Unter dem unmittelbaren Einfluss des Doors-Sängers Jim Morrison, der sie zum Schreiben eigener Songs animiert hatte, wurde Nicos Musik immer unkonventioneller und war kommerziell nur wenig erfolgreich. Nico spielte unter anderem ein indisches Harmonium. „Es ist ein Kunstprodukt. Man kann Selbstmord nicht verpacken“, äußerte sich John Cale einmal zum kommerziellen Scheitern von The Marble Index.
The Marble Index gilt heute als Meilenstein der Musikgeschichte, der Musikrichtungen wie Dark Wave, Gothic und Punk, aber auch Ambient vorwegnahm. Auf ihren Alben fanden sich zahlreiche Gäste wie Brian Eno, der heute als Erfinder des Ambient gilt, oder Phil Manzanera von Roxy Music. Für das Lied Evening of Light drehte sie unter der Regie von François De Menil zusammen mit Iggy Pop und The Stooges ein Musikvideo. Das Album Desertshore wurde 1970 ebenfalls von Cale in London produziert. Beide Werke wurden 2007 als remasterte Doppel-CD The Frozen Borderline 1968–1970 mit 17 Bonustiteln wiederveröffentlicht.

### The End …

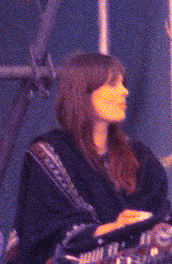
Nico, 1974

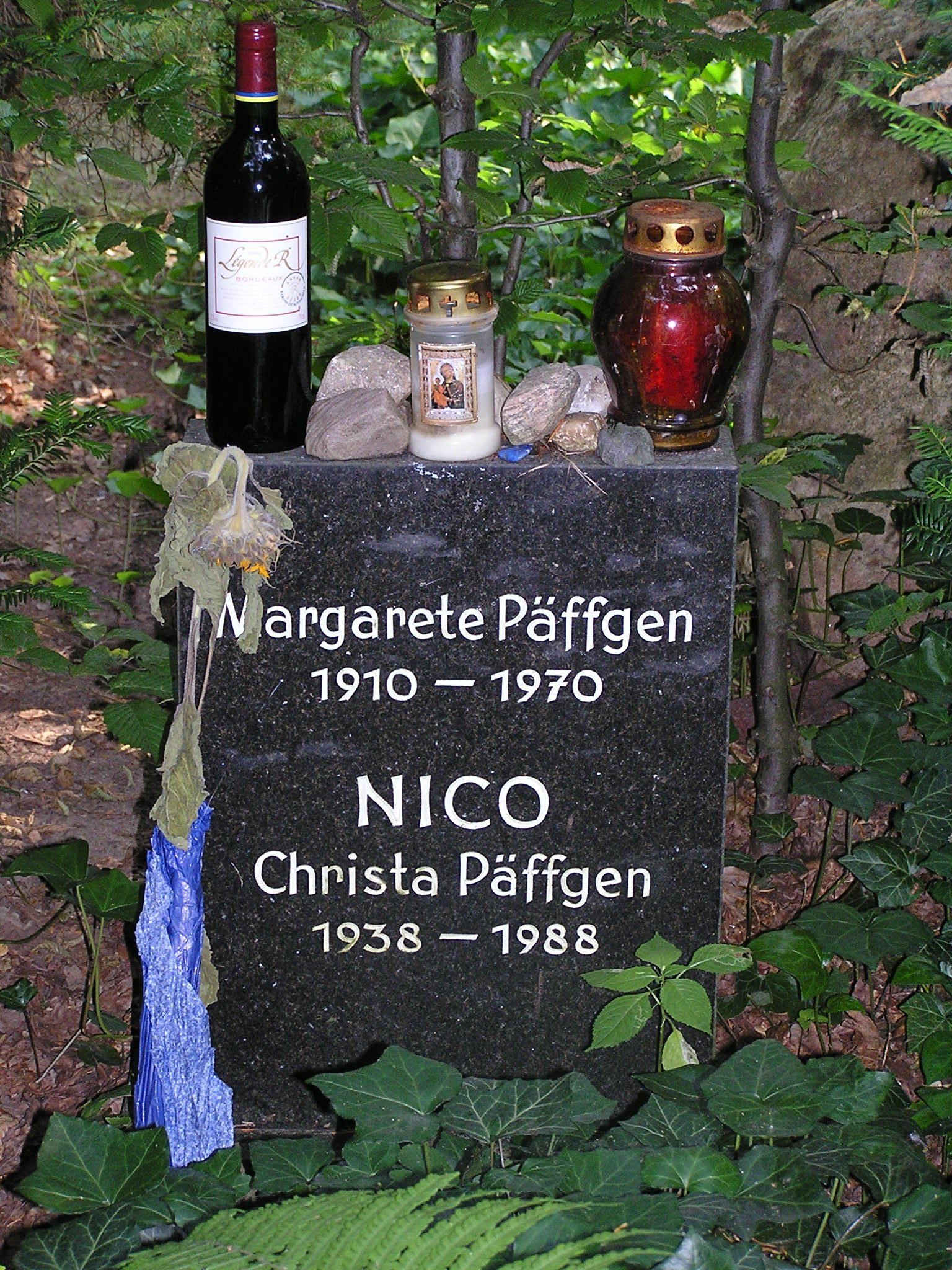
Grabmal von Nico und ihrer Mutter auf dem Friedhof Grunewald-Forst

1974 nahm sie das Album The End … auf, das von der Plattenfirma mit dem Spruch „Warum Selbstmord begehen, wenn Sie diese Platte kaufen können?“ beworben wurde, was auf die düstere Version des Titelsongs The End (im Original von den Doors) anspielte. Auf dem Album sang sie unter anderem das Deutschlandlied in abgeänderter Version: In der dritten Strophe ersetzte sie … sind des Glückes Unterpfand durch für das deutsche Vaterland. Bei einem Auftritt widmete sie das Lied dem inhaftierten RAF-Terroristen Andreas Baader und löste einen Skandal aus. Entrüstete Konzertbesucher bewarfen sie dafür mit Flaschen und Müll.
1981 nahm Nico ihr vorletztes Studioalbum Drama of Exile auf. Die Masterbänder kamen unter ungeklärten Umständen abhanden. Das Album wurde ein zweites Mal in etwas veränderter Besetzung aufgenommen. Beide Versionen kamen auf den Markt; Nico bezeichnete die auf der Erstfassung beruhende LP als Bootleg. 1984 nahm sie dann – wiederum mit Cale als Produzent und begleitet von der Band The Faction – ihr letztes Studioalbum Camera Obscura auf.

### Liaison mit Alain Delon und der Sohn Ari
1962 kam ihr Sohn Christian Aaron, genannt Ari, zur Welt. Nico gab Alain Delon, den sie während der Dreharbeiten zu Nur die Sonne war Zeuge kennengelernt hatte, als Vater an. Sie sollte bei dem Film die Rolle der Marge spielen. Bei Ankunft erfuhr sie, dass die Rolle mit Marie Laforêt umbesetzt worden war. Delon tröstete sie, und sie begannen eine Affäre. Zur fraglichen Zeit war er aber auch mit Romy Schneider liiert. Delon bestritt bis zuletzt die Vaterschaft, allerdings soll er gemäß Aris Aussage diesem gegenüber eine einzige intime Begegnung mit Nico zugegeben haben.
Am Ende verlor Nico den von ihr angestrengten Vaterschaftsprozess, der von der Boulevardpresse intensiv verfolgt wurde. Es waren Formfehler, die den Ausschlag gaben: Nico hatte es versäumt, Delon gleich bei Ausstellung der Geburtsurkunde als Vater anzugeben.
Ari Päffgen wuchs zunächst bei seiner Mutter auf, wurde aber verhaltensauffällig, weil sie ihre intensive Konzerttätigkeit nicht reduzieren wollte und daher mit der Erziehung überfordert war, sodass ihn schließlich seine Großmutter mütterlicherseits, Margarete Päffgen, aufnahm. Diese erkrankte jedoch an Parkinson und war ihrer Aufgabe bald nicht mehr gewachsen.
Inzwischen hatte Delons Mutter Edith, die in zweiter Ehe mit dem Metzger Paul Boulogne verheiratet war und in der Nähe von Paris lebte, aus der Boulevardpresse von der Existenz ihres mutmaßlichen Enkels erfahren. Daraufhin ließ sie ihn im Alter von drei Jahren durch ihre Tochter zu sich nach Paris bringen, damit er in ihrer Familie aufwachsen konnte. Je nach Lesart und Quelle geschah dies entweder in Form einer Entführung oder aber auf ausdrücklichen Wunsch seiner Mutter hin. Ari wurde 1977 von Paul Boulogne adoptiert, nicht aber von seiner Pflegemutter und mutmaßlichen Großmutter. So wurde er in die Familie integriert, ohne dass er juristisch gesehen als Alain Delons mutmaßlicher Sohn zugleich dessen Bruder wurde. Gleichwohl führte diese Adoption zu einem Bruch Delons mit seiner Mutter, der bis zu ihrem Tod bestand. Inzwischen war Nico zunehmend drogenabhängig geworden, weshalb die Familie Boulogne ihren Sohn von ihr fernhielt und nur sporadische Besuche zuließ. Trotzdem blieb ihm seine Mutter, wie er später bezeugte, während der ganzen Zeit allgegenwärtig und er fühlte sich zeitlebens stärker an sie als an seine Adoptivfamilie gebunden. Mit 17 Jahren schloss er sich ihr wieder enger an und zog 1981 ganz zu ihr.

### Drogenkonsum
Nico hatte schon während ihrer Pariser Modelzeit Cannabis und Amphetamine (als Appetitzügler) konsumiert. In den 1970ern, während einer Liaison mit Philippe Garrel, begann Nico Heroin zu spritzen und wurde davon abhängig. Sie forderte sogar von ihrer Umgebung, wie den Mitgliedern ihrer Begleitband, Heroinkonsum ein.
Als Nicos Sohn mit 19 Jahren zu ihr zog, bedeutete dies auch für ihn den endgültigen Einstieg in die Drogenkarriere, die ihm noch später schwer zu schaffen machte. Laut seinen Aussagen war seine Mutter zu dieser Zeit ohne Drogen „zu keiner Tat mehr fähig“, andererseits gelang es ihr mit dieser „Hilfe“, in sieben Jahren rund 1200 Konzerte zu geben. Trotzdem hielt Ari seine Mutter lebenslang in Ehren. Rückblickend äußerte er 2018 in einem Zeitungsinterview: „Pour moi, c'était une très bonne mère. Elle m'a tout donné. Même la drogue, je l'ai vécue à fond avec elle. [...] De mes 16 ans jusqu'à la fin, nous avons partagé la drogue, la même seringue. C'était une manière d'être ensemble.“ („Sie war für mich eine sehr gute Mutter. Sie hat mir alles gegeben. Sogar die Drogen, die ich in vollen Zügen mit ihr genossen habe. [...] Von meinem 16. Lebensjahr an haben wir uns die Drogen geteilt, dieselbe Spritze; es war unsere Art des Zusammenseins...“) Ihren Lebensstil charakterisierte er mit den Worten: „Jusqu'aux derniers instants de sa vie, elle était flamboyante. Elle n'était pas malsaine. Elle avait un humour fou, sec et acide, avec un grand sens de la dérision. C'était une rock'n'roll woman, qui s'emparait de la scène comme une lionne.“ („Bis zum letzten Augenblick ihres Lebens war sie ein Feuerwerk. Sie war nicht abartig. Sie hatte einen verrückten Humor, trocken und bissig, mit viel Sinn für Spott. Sie war eine Rock'n'Roll-Frau, die wie eine Löwin die Bühne beherrschte.“)
1985 unterzog sie sich einer Methadon-Therapie und war dem Vernehmen nach die letzten drei Jahre ihres Lebens, vom Cannabiskonsum abgesehen, clean.
Ari war später als Fotograf und Schauspieler tätig und bekam zwei Kinder, die 1999 und 2006 geboren wurden. 2001 veröffentlichte er seine Lebenserinnerungen unter dem auf seine Mutter bezogenen Titel: L’amour n’oublie jamais (Die Liebe vergisst niemals); das Umschlagbild zeigt ein Foto von ihm und seiner Mutter. Am 20. Mai 2023 wurde Ari Boulogne, der seit einem schweren Sturz halbseitig gelähmt war, in seiner Pariser Wohnung tot aufgefunden.

### Tod
Am 18. Juli 1988 stürzte Nico bei einer Fahrradfahrt auf Ibiza und starb aufgrund einer nicht rechtzeitig erkannten Hirnblutung am selben Tag. Sie wurde in Berlin auf dem Friedhof Grunewald-Forst (am Schildhorn) im Grab ihrer Mutter beigesetzt.

## Kultureller Einfluss
Nicos bewusste radikale Abkehr von allem, was sie früher ausgemacht hatte, ihre nihilistische Haltung, Erscheinung und Mode, ihre Verweigerung der traditionellen Frauenrolle und sämtlicher Political Correctness, die kompromisslos experimentelle und düstere Atmosphäre ihrer Alben verschafften ihr zu Lebzeiten und auch nach ihrem Tod viel Respekt.
International ist Nicos Bedeutung unbestritten, in Deutschland wurde sie weitgehend ignoriert. 2006 scheiterte die Benennung eines Platzes in Köln wegen ihres „nicht vorbildlichen Lebenswandels“ an den Stimmen der CDU.

### Außenwirkung und Lebensstil
Nico nahm nicht nur mit ihrer Musik viele spätere Strömungen vorweg, sondern auch mit ihrer gesamten Lebenseinstellung. So traf sie viele Entscheidungen in ihrer optischen Erscheinung, die später charakteristisch für die Punk- und Gothicszene wurden. Sie färbte sich die Haare schwarz, ließ ihr Äußeres bewusst verfallen und trug als einziges Make-up schwarzen Kajal um die Augen. Mit ihrem Heroinkonsum ging sie sehr offen um. Sie trug schwarze, altmodische, zerrissene Kleidung, schwere Lederstiefel, lange Mäntel und mied die Sonne. Sie galt als „die Frau, die niemals lacht“.

### Musikalischer Einfluss
Künstler wie Ian Curtis (Joy Division) und Ian Astbury (The Southern Death Cult) verehrten sie. Iggy Pop, den sie über Danny Fields kennengelernt hatte, widmete ihr nach einer Affäre den balladesken Song Nazi Girlfriend.
Viele Frauen der Musikszene wie Siouxsie Sioux, Lisa Gerrard, Patti Smith, Marianne Faithfull und Björk, wurden durch Nicos Musik inspiriert, schrieben ihr zu Ehren Lieder oder interpretierten ihre Werke und ihre Lyrik. Peter Murphy (Bauhaus) bezeichnete Nicos Alben The Marble Index und The End… sogar als erste „richtige“ Gothic-Alben. Zusammen mit Nico stand Murphy im Oktober 1981 in Manchester auf der Bühne und beide sangen den Velvet-Underground-Hit I’m Waiting for the Man.
In ihren Alben werden zudem erstmals Elemente experimentell verwendet, die später die Musikrichtungen Ambient und Industrial kennzeichnen. Nico selbst trug stets ein Tonbandgerät bei sich, um ungewöhnliche Klänge der Außenwelt einzufangen – ein Novum zu dieser Zeit, das vor ihr nur Soundkünstler außerhalb der bekannten Pop- und Rockmusik wie John Cage praktizierten. X-TG, die früheren Throbbing Gristle haben ihr komplettes Album Desertshore u. a. mit Sasha Grey, Blixa Bargeld, Marc Almond und Anohni gecovert.

## Rezeption

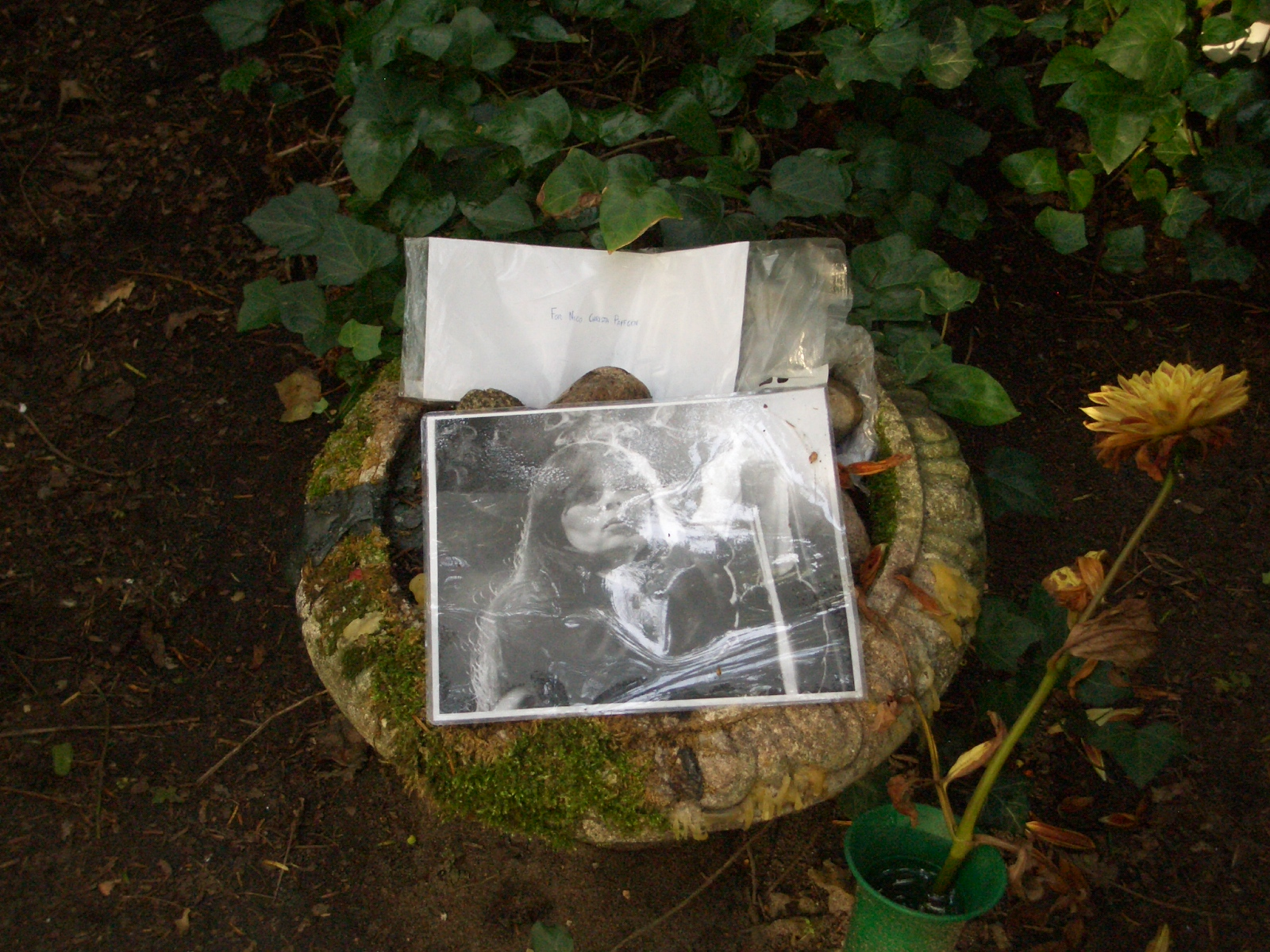
Ein Brief eines unbekannten Fans an Nico auf ihrem Grab

1995 erschien über sie der Dokumentarfilm Nico Icon der Kölner Regisseurin Susanne Ofteringer.
In der 2000 erstmals ausgestrahlten ersten sowie auch in folgenden Staffeln der Serie Gilmore Girls wurde Nico mehrfach von der musikbegeisterten Lane Kim (gespielt von Keiko Agena) erwähnt, die sich selbst als großen Fan der Künstlerin bezeichnet.
2002 wurde am Staatstheater Darmstadt Werner Fritschs Nico – Sphinx aus Eis uraufgeführt. Auf Grundlage des von Fritsch geschaffenen Monologs wurde auch ein Hörspiel produziert, das 2003 zum ersten Mal gesendet wurde. Darsteller der Nico im Theaterstück waren unter anderem Birgit Doll und Soap & Skin (2008).
2007 wurde Nico eine Retrospektive bei der Cologne Conference gewidmet. Unter anderem waren selten aufgeführte Filme des französischen Regisseurs Philippe Garrel zu sehen, in denen Nico als Schauspielerin mitgewirkt hatte. In den 1970er Jahren war Garrel Nicos Lebensgefährte.
Das Kölner Museum für Angewandte Kunst widmete ihr 70 Jahre nach ihrer Geburt erstmals eine multimediale Schau (30. Oktober 2008 – 1. Februar 2009), die Mode, Film und Musik Nicos zeigte.
Am 17. Oktober 2008 fand ein Tribut-Konzert für Nico in Berlin statt, das von ihrem Ex-Gefährten Lüül, Lutz Ulbrich, moderiert wurde. Auf dem Konzert an der Volksbühne Berlin erschienen u. a. die deutsche Schlagersängerin Marianne Rosenberg, die österreichische Sängerin Anja Plaschg alias Soap&Skin, Marianne Enzensberger, James Young (der Keyboard-Spieler bei Nicos letzter Band The Faction) sowie Ari Boulogne, ihr Sohn.
Auf dem 2004er-Album der Indie-Band Angelika Express befindet sich das Stück Nico Päffgen, zudem findet sich auf dem 2005er-Album der Alternative-Rock-Band Anberlin die Hommage Dance, Dance Christa Päffgen. Marianne Faithfull veröffentlichte auf ihrem Album Kissin’ Time 2002 den Song for Nico, den sie schrieb, nachdem sie Nicos Biographie gelesen hatte. Auch der Song Nico des Albums Tilt der Band Latin Quarter bezieht sich auf Päffgen.
Der Legendary Tigerman nahm mit dem Hifi Klub in Frankreich vier Neuinterpretationen von Nico-Stücken auf (mit Rita Redshoes als Gastsängerin bei Femme Fatale). Die vier Stücke wurden zu einem Mini-Tributealbum zusammengefasst und erschienen 2012 als 10"-EP unter dem Titel Ghost of Nico.
2017 wählte die Vogue Nico auf Platz 1 der „einflussreichsten Rock-Blondinen aller Zeiten“.
2018 erschien der Film Nico, 1988, der sich auf die letzten Lebensjahre Päffgens konzentriert, aber auch Rückblenden auf die Anfangsjahre ihrer Karriere enthält. Dargestellt wird Nico von der dänischen Schauspielerin Trine Dyrholm, es sind aber auch Szenen mit der echten Christa Päffgen aus Schmalfilmen und Dokumentationen zu sehen. In Deutschland startete der Film am 18. Juli 2018 in den Kinos.
Der Rolling Stone erwähnte 2018 den Song It Has not Taken Long in 111 deutsche Bands und Musiker und ihre besten Songs.

## Diskografie
- 1965: I’m Not Sayin’ / The Last Mile
- 1967: The Velvet Underground & Nico (UK: Platin)[41]
- 1967: Chelsea Girl
- 1969: The Marble Index
- 1970: Desertshore
- 1972: Le Bataclan ’72 (Live, mit Lou Reed und John Cale)
- 1974: The End…
- 1974: June 1, 1974 (mit Kevin Ayers, John Cale und Brian Eno)
- 1980: Strange Window (Live in Milwaukee)
- 1981: Drama of Exile
- 1982: Do or Die: Diary 1982 (Nico in Europe)
- 1984: Camera Obscura
- 1985: Nico Live in Pécs
- 1986: Live Heroes
- 1986: Behind the Iron Curtain
- 1987: Nico in Tokyo

posthum
- 1989: Hanging Gardens
- 1994: Heroine
- 1994: Fata Morgana (Nico’s Last Concert), live 1988.
- 1998: The Classic Years
- 2002: Innocent and Vain
- 2007: All Tomorrow’s Parties (live 1983, Doppelalbum)
- 2007: Nico: The Frozen Borderline

## Filmografie (Auszug)
- 1960: La dolce vita – Das süße Leben, Regie: Federico Fellini
- 1963: Das Mädchen Ariane, Regie: Jacques Poitrenaud
- 1972: La cicatrice intérieure, Regie: Philippe Garrel
- 1972: Athanor, Regie: Philippe Garrel
- 1974: Les Hautes solitudes, Regie: Philippe Garrel
- 1975: Le berceau de cristal, Regie: Philippe Garrel; Soundtrack: Ash Ra Tempel

## Inspiriert von Nicos Biografie
- Werner Fritsch: Nico – Sphinx aus Eis (Monolog), Suhrkamp Verlag, Frankfurt am Main, 2004.[44]
- Alban Lefranc: Angriffe: Fassbinder. Vesper. Nico (Roman). Blumenbar Verlag, München Oktober 2008, ISBN 978-3-936738-43-8.
- Alban Lefranc: Vous n’étiez pas là (Roman).
- Film: Nico – Icon (Deutschland 1995) von Susanne Ofteringer
- Film: Nico, 1988 (Italien, Belgien 2017) von Susanna Nicchiarelli. Mit Trine Dyrholm (die selbst singt).